# Aspidoscelis gularis
El huico texano,  también conocido como huico pinto del noreste (Aspidoscelis gularis) es una especie de lagarto que pertenece a la familia Teiidae, (cuijes, huicos y parientes). Es nativo del sur de Estados Unidos, México, y posiblemente Guatemala. En México se le encuentra principalmente en el noreste del país, así como en el centro y sur. Su rango altitudinal alcanza los 2,000 m s. n. m.. La UICN2019-1 considera a la especie como de preocupación menor.

## Taxonomía

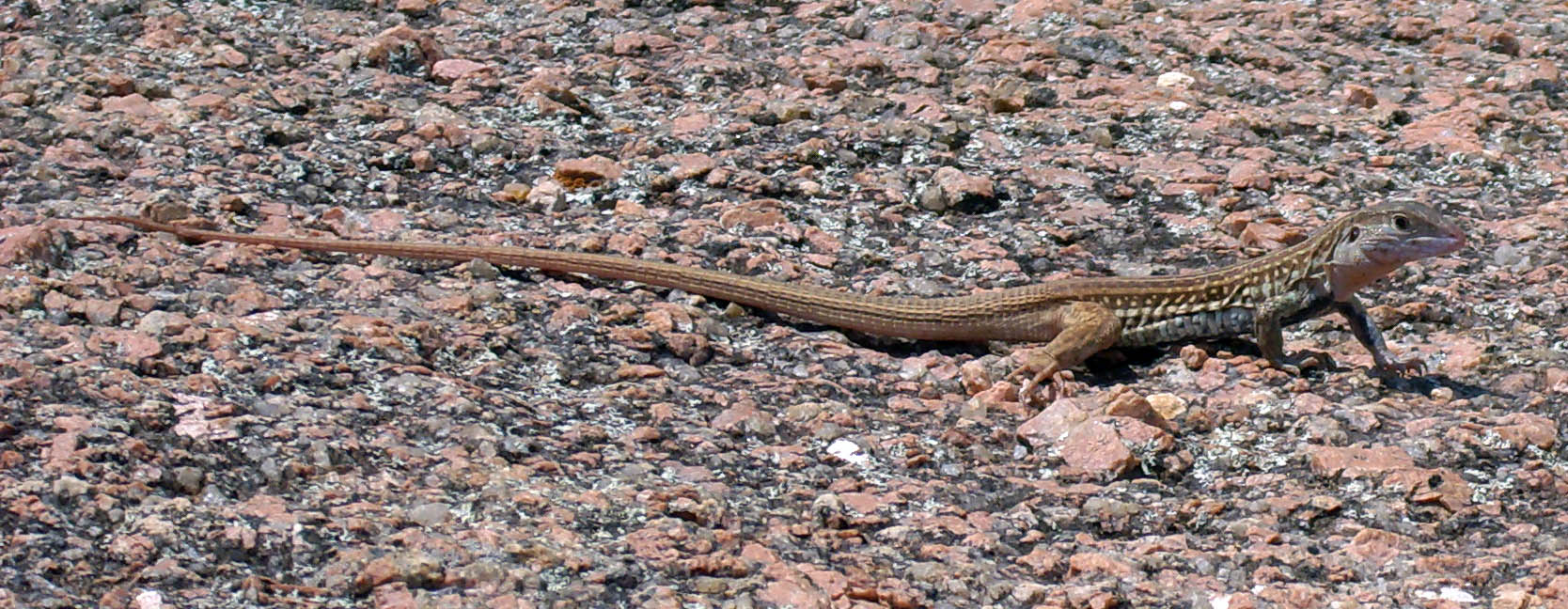
Aspidoscelis gularis

Se reconocen las siguientes subespecies:
- Aspidoscelis gularis colossus (Dixon, Lieb & Ketchersid, 1971)
- Aspidoscelis gularis gularis (Baird & Girard, 1852)
- Aspidoscelis gularis pallidus (Duellman & Zweifel, 1962)
- Aspidoscelis gularis semiannulatus (Walker, 1981)
- Aspidoscelis gularis semifasciatus (Cope, 1892)
- Aspidoscelis gularis septemvittata (Cope, 1892)